# Grayson (Georgia)
Grayson es una ciudad situada en el condado de Gwinnett, Georgia, Estados Unidos. Tiene una población estimada, a mediados de 2024, de 5252 habitantes.

## Geografía
La localidad está ubicada en las coordenadas 33°53′27″N 83°57′29″O / 33.89083, -83.95806 (33.890751, -83.958148). Según la Oficina del Censo, la localidad tiene una superficie total de 6.47 km², de los cuales 6.32 km² corresponden a tierra firme y 0.15 km² están cubiertos de agua.

## Demografía

### Censo de 2020
Según el censo de 2020, en ese momento la localidad tenía una población de 4730 habitantes. La densidad de población era de 748.42 hab./km².
| Raza                   | Núm. | Porc.  |
| ---------------------- | ---- | ------ |
| Afroamericanos         | 1842 | 38.9%  |
| Blancos                | 1742 | 36.8%  |
| Amerindios             | 18   | 0.4%   |
| Asiáticos              | 579  | 12.2%  |
| Isleños del Pacífico   | 3    | 0.1%   |
| De otras razas         | 141  | 3.0%   |
| De una mezcla de razas | 405  | 8.6%   |
| Total                  | 4730 | 100.0% |

Del total de la población, el 8.4% eran hispanos o latinos de cualquier raza.

### Estimación 2019-2023
De acuerdo con la estimación 2019-2023 de la Oficina del Censo, los ingresos medios de la localidad son de $125,704 y los ingreso medios de las familias son de $126,343.